# دانشنامه فرگشت
دانشنامه فرگشت (انگلیسی: Encyclopedia of Evolution) دانشنامه چاپی زیست‌شناسی فرگشتی ویرایش شده توسط مارک پاگه و منتشر شده در سال ۲۰۰۲ توسط انتشارات دانشگاه آکسفورد است.
این شامل ۳۷۰ مقاله اصلی است که توسط متخصصان برجسته از جمله ریچارد داوکینز، استیون جی گولد و جین گودال، و به عنوان یکی از منابع مرجع برجسته سال ۲۰۰۳ توسط کتابخانه‌های آمریکا انتخاب شد.
کتاب مشابهی، «دانشنامه فرگشت کمبریج» توسط استیو جونز (زیست‌شناس) ویرایش شده‌است.